# John Everett Millais
Sir John Everett Millais, 1. baronet (8. junij 1829 - 13. avgust 1896) je bil angleški slikar in ilustrator ter eden od ustanoviteljev prerafaelitske bratovščine . Bil je otrok, ko je v starosti enajst let postal najmlajši študent Kraljeve akademije.  Millais je postal najbolj znan predstavnik sloga, njegova slika Kristus v hiši svojih staršev (1850) je povzročila precejšnjo polemiko in slika morda utelešenje šole, Ofelija, leta 1851.
Do sredine 1850-ih se je Millais odmaknil od prerafaelitskega sloga, da bi razvil novo obliko realizma. Njegova kasnejša dela so bila izjemno uspešna, zaradi česar je bil Millais eden najbogatejših umetnikov tistega časa, nekateri nekdanji oboževalci, vključno z Williamom Morrisom, so to videli kot razprodajo. Medtem ko so ti in zgodnji kritiki 20. stoletja, videli umetnost skozi lečo modernizma, so gledali večino kasnejše produkcije kot željo, da se je ta perspektiva spremenila v zadnjih desetletjih, saj so njegova kasnejša dela videli v kontekstu širših sprememb in napredne težnje v širšem umetniškem svetu poznega devetnajstega stoletja.
Millaisovo osebno življenje je prav tako igralo pomembno vlogo pri njegovem ugledu. Njegova žena Effie je bila najprej poročena s kritikom Johnom Ruskinom, ki je podpiral Millaisovo zgodnje delo. Razveljavitev zakonske zveze in njena poroka Millaisom je bila morda povezana s spremembo sloga, vendar je postala močan promotor njegovega dela in sta delala usklajeno, da bi zagotovila naročila in razširila svoje družbene in intelektualne kroge.

## Zgodnje življenje
Millais se je rodil v Southamptonu v Angliji leta 1829, v pomembni družini iz Jerseyja. Njegovi starši so bili John William Millais in Emily Mary Millais. Večino zgodnjega otroštva je preživel v Jerseyju, s katerim je ohranil močno vez skozi vse življenje. Avtor Thackeray ga je nekoč vprašal, »ko bo Anglija osvojila Jersey«. Millais je odgovoril: »Nikoli! Jersey bo osvojil Anglijo« . Družina se je v otroštvu nekaj let preselila v Dinan v Bretanji.
Njegova mati je bila »močna osebnost« in je močno vplivala na njegovo zgodnje življenje. Zelo se je zanimala za umetnost in glasbo in spodbudila sinovo umetniško nagnjenost, in pospešila preselitev družine v London, da bi pripomogla k razvoju stikov na Kraljevi akademiji umetnosti. Kasneje je rekel: »Vse dolgujem svoji materi«. 
Njegova izjemna umetniška nadarjenost mu je omogočila mesto na Kraljevi akademiji v starosti enajst let, kar je bilo brez primere. Tam je srečal  Williama Holmana Hunta in  Danteja Gabriela Rossettija, s katerima je septembra 1848 ustanovil predfafelitsko bratovščino (znano kot »PRB«) v družinskem domu na Gower Streetu na Bedfordovem trgu.

## Prerafaelitska dela
Millaisov Kristus v hiši svojih staršev (1849-50) je bil zelo sporen zaradi svojega realističnega prikaza delavskega razreda Svete družine, ki je delala v neugledni mizarski delavnici. Tudi kasnejša dela so bila sporna, čeprav manj. Millais je dosegel priljubljenost in uspeh z Huguenotom (1851-52), ki prikazuje mlad par, ki naj bi se ločeval zaradi verskih konfliktov. To temo je ponovil v mnogih kasnejših delih. Vsa ta zgodnja dela so naslikana z veliko pozornostjo do detajlov, ki se pogosto osredotočajo na lepoto in kompleksnost naravnega sveta. Na slikah, kot je Ofelija (1851-52), je Millais ustvaril goste in natančne slikovne površine, ki temeljijo na integraciji naravnih elementov. Ta pristop je bil opisan kot neke vrste »slikovni ekosistem". Mariana je slika, ki jo je Millais naslikal leta 1850-51 na podlagi igre Milo za drago,  Williama Shakespeara in istoimenske pesmi Alfreda, lorda Tennysona iz leta 1830. V igri je bila mlada Mariana zaročena, a je bila zavrnjena, ko je bila njena dota v brodolomu izgubljena.
Ta slog je spodbujal kritik John Ruskin, ki je branil prerafaelite pred kritiki. Millaisovo prijateljstvo z Ruskinom ga je seznanilo z Ruskinovo soprogo Effie. Kmalu potem, ko sta se srečala, mu je bila model za sliko The Order of Release. Ko je Millais slikal Effie, sta se zaljubila. Kljub temu, da je bila že nekaj let poročena z Ruskinom, je bila Effie še vedno devica. Njeni starši so ugotovili, da je nekaj narobe in vložili zahtevo za razglasitev ničnosti zakona.
- The Order of Release (1853) Tate Britain, London
- Ofelija (1852) Tate Britain, London
- Vrnitev golobice (1851)
 Ashmolean Museum, Oxford

### Družina
Leta 1855, ko je bila poroka z Ruskinom razveljavljena, sta se Effie in John Millais poročila. Imela sta osem otrok: Everett, rojen leta 1856; George, rojen leta 1857; Effie, rojen leta 1858; Mary, rojena leta 1860; Alice, rojena leta 1862; Geoffroy, rojen leta 1863; John leta 1865; in Sophie leta 1868. Njihov najmlajši sin John Guille Millais, je postal pomemben naravoslovni umetnik, umetnik divjine in Millaisov posmrtni biograf. Hči Alice, kasneje Alice Stuart-Wortley, je bila tesna prijateljica in muza skladatelja Edvarda Elgarja in se domneva, da je bila navdih za teme v njegovem violinskem koncertu .
Mlajša Effiejina sestra Sophy Grey je Millaisa večkrat fotografirala, kar je povzročilo nekaj špekulacij o naravi njune navidezno ljubeznive zveze. 

### Poznejša dela
Millais je po poroki začel slikati v splošnem slogu, ki ga je Ruskin obsodil kot »katastrofo«. Trdilo se je, da je ta sprememba v slogu posledica Millaisove potrebe, da poveča svojo proizvodnjo, da bi vzdrževal rastočo družino. Nesimpatični kritiki, kot je bil William Morris, so ga obtožili, da »se je prodal«, da bi dosegel priljubljenost in bogastvo. Njegovi oboževalci pa, nasprotno, kažejo na umetnikove povezave s Whistlerjem in Albertom Moorejem ter vpliv na Johna Singerja Sargenta. Millais je sam trdil, da je z večjo samozavestjo lahko risal bolj samozavesten kot umetnik. V svojem članku »Misli o današnji umetnosti« (1888) je Velázqueza in Rembrandta priporočil kot modela za sledenje umetnikom. Slike, kot sta Večer svete Neže in Mesečnik, jasno kažejo stalni dialog med umetnikom in Whistlerjem, čigar delo je Millais močno podprl. Druge slike poznih 1850-ih in 1860-ih je mogoče razlagati kot pričakovane vidike estetskega gibanja. Mnogi razvijajo široke bloke harmonično urejene barve in so simbolične in ne narativne. Od leta 1862 je družina Millais živela na 7 Cromwell Place, Kensington, London. 
Kasnejša dela, od 1870-ih naprej, kažejo Millaisovo spoštovanje starih mojstrov, kot so Joshua Reynolds in Velázquez. Mnoge od teh slik so bile zgodovinske teme in so bile nadaljnji primeri Millaisovih talentov. Pomembni med njimi so Princa Edvard in Richard v stolpu (1878), ki prikazuje princa v stolpu, Severozahodni prehod (1874) in Otroštvo Raleigha (1871). Takšne slike kažejo na zanimanje Millaisa za teme, povezane z britansko zgodovino in širjenju imperija. Millais je dosegel tudi veliko priljubljenost s svojimi slikami otrok, zlasti Bubbles (1886) - znane ali morda zloglasne, ker so bile uporabljene pri oglaševanju mila Pears - in Zrela češnja. Njegov zadnji projekt (1896) naj bi slikar naslovil Zadnji pohod. Na podlagi svoje ilustracije za knjigo svojega sina je prikazal belega lovca, ki leži mrtev v afriškem veldu, njegovo telo pa  gledata dva Afričana.

## Krajine 1870–92
Ta očarljivost z divjimi in mračnimi kraji je očitna tudi v številnih krajinskih slikah tega obdobja, ki po navadi prikazujejo težko ali nevarno pokrajino. Prva od njih je bila Hladni oktober (1870) slikana v Perthu, v bližini doma svoje žene. Hladni oktober (Zbirka sira Andrewja Lloyda Webbera) je bila prva od številnih Millaisovih škotskih pokrajin, občasno obarvana skozi njegovo kasnejšo kariero. Običajno jeseni in pogosto puščobno nespremenljiva, izziva razpoloženje melanholije in občutka prehodnosti, ki opozarja na njegove slike v naravnem okolju poznih 1850-ih, zlasti Jesensko listje (Manchester Art Gallery) in Dolina počitka (Tate Britain), čeprav z malo ali brez neposredne simbolike ali človeške dejavnosti, ki bi kazala na njihov pomen. Leta 1870 se je Millais vrnil k polnim krajinskim slikam in v naslednjih dvajsetih letih naslikal številne prizore Perthshira, kamor je vsako leto od avgusta do pozne jeseni hodil na lov in ribolov. Večina teh pokrajin je jesenskih ali v zgodnji zimi in kažejo mrtvo, umazano, z vodo obrobljeno barje ali močvirje, jezera in reke. Millais se v zgodnjih petdesetih nikoli ni vrnil k natančnosti slikanja pokrajine, niti v živahno zeleno svojih del na prostem, čeprav je zanesljivo ravnal s svojim širšim prostim, poznejšim slogom in dosegal enako ob natančnem opazovanju pokrajine. Mnogi so slikali drugje v Perthshiru, blizu Dunkelda in Birnama, kjer je Millais vsako jesen najemal velike hiše za lov in ribolov. Božični večer, njegova prva polna krajinska snežna scena, naslikana leta 1887, je bila pogled na grad Murthly.

### Ilustracije
Millais je bil tudi zelo uspešen kot knjižni ilustrator, predvsem za dela Anthonyja Trollopa in pesmi Tennysona. Njegova zapletena ilustracija Jezusovih parabol je bila objavljena leta 1864. Njegov tast je naročil vitražna okna, ki so jih zasnovali na župnijski cerkvi Kinnoull v Perthu. Zagotovil je tudi ilustracije za revije, kot so Good Words. Millais je kot mladenič pogosto šel skicirat ekspedicije v Keston in Hayes. Medtem je tam naslikal znak za gostilno, kjer je stanoval, blizu cerkve v Hayesu (citirano v letnem Chumsu, 1896, str. 213

## Akademska kariera in naslov baronet
Millais je bil izvoljen za pridruženega člana Kraljeve akademije umetnosti leta 1853 in kmalu izvoljen za polnopravnega člana Akademije, v kateri je bil pomemben in aktiven udeleženec. Julija 1885 ga je kraljica Viktorija imenovala za baroneta Palace Gate v župniji St Mary Abbot, Kensington v okrožju Middlesex in Saint Ouen na otoku Jersey , zaradi česar je bil prvi umetnik počaščen z dednim naslovom. Po smrti lorda Leightona leta 1896 je bil Millais izvoljen za predsednika Kraljeve akademije. Umrl je kasneje istega leta zaradi raka na grlu. Pokopan je bil v kripti stolnice sv. Pavla v Londonu. Poleg tega je bil med leti 1881 in 1882 izvoljen in deloval kot predsednik Društva umetnikov Royal Birmingham. 

## Zapuščina
Ko je Millais umrl leta 1896, je valižanski princ (kasneje kralj Edvard VII.) vodil spominski odbor, ki je naročil kip umetnika . Nameščen je bil leta 1905 na sprednji strani Narodne galerije britanske umetnosti (zdaj Tate Britain) na vrtu na vzhodni strani. 23. novembra istega leta ga je Pall Mall Gazette označil kot »lahkoten kip, ki predstavlja človeka v značilnem odnosu, v katerem smo ga vsi poznali«. Leta 1953 ga je direktor Tate, sir Norman Reid, poskušal nadomestiti z Janezom Krstnikom Augusta Rodina, leta 1962 pa je ponovno predlagal njegovo odstranitev, njegovo prisotnost pa označil kot »pozitivno škodljivo«. Njegovo prizadevanje je razočaralo lastnik kipa, ministrstvo za delo. Lastništvo je bilo preneseno iz Ministrstva na  English Heritage leta 1996 in s tem tudi v Tate. Leta 2000, pod direktorjem Stephenom Deucharjem je bil kip premaknjen na stran zgradbe, da bi obiskovalce pozdravil prenovljen vstop iz Manton Road.
Millaisov odnos z Ruskinom in Effie je bil predmet več dram, začenši z nemim filmom Love of John Ruskin iz leta 1912. Znane so tudi odrske in radijske igre ter opera. V filmu 2014, Effie Grey, ki ga je napisala Emma Thompson, igra Tom Sturridge vlogo Millaisa. Prerafaeliti so bili predmet dveh dram BBC-ja. Prva, z naslovom Ljubezenska šola, je bila prikazana leta 1975, v kateri je Peter Egan igral Millaisa. Druga je bil Desperate Romantics, v kateri Millaisa igra Samuel Barnett. Prva oddaja na BBC 2 je bila v torek, 21. julija 2009. 

## Galerija
- Huguenot na dan sv. Bartolomeja (1852)
- Dolina počitka (1858) Tate Britain, London
- Črni Brunswicker (1860)
- Esthera (1865) Private Collection
- Vanessa (1868)
 Liverpool Museums Service
- Princa Edward in Richard v stolpu (1878)
Picture Gallery of Royal Holloway College
- John Henry Newman (1881) National Portrait Gallery (London)